# Guya Merkle
Guya Merkle (* 10. Februar 1986) ist eine deutsche Unternehmerin, Schmuckdesignerin und Umweltaktivistin. Sie gründete 2013 die Marke VIERI, die als Rohstoff nur fair gehandeltes oder recyceltes Gold verwendet.
Ihr Großvater Rudolf Merkle († 1965) gründete Ende der 1930er-Jahre in Pforzheim eine Schmuckgroßhandelsfirma. Er war verheiratet mit der Italienerin Eva Gaietta. Nach dem Tod des Firmengründers übernahm dessen Sohn Eddy Vieri (1942–2007) das Unternehmen und verlegte es in die Schweiz. Dank der modischen Entwürfe seiner Ehefrau Kate, einer belgischen Theaterwissenschaftlerin, erhielt das Unternehmen in den 1980er-Jahren Aufträge aus Japan und den Vereinigten Arabischen Emiraten. Als der Vater überraschend starb, übernahm die damals 21-jährige Guya Merkle das Unternehmen und richtete es nach ihren eigenen Ideen komplett neu aus. Zu ihren Kundinnen zählen inzwischen auch Rihanna und Emma Watson.
Um sich für die Aufklärung der Konsumenten, nachhaltige Verbesserung der Produktionsbedingungen und die Fair-Trade-Zertifizierung von Goldminen einzusetzen, gründete Guya Merkle die Stiftung „Earthbeat Foundation“. Seit 2018 engagiert sich Guya Merkle zudem bei the wearness, einem Online-Marktplatz für ethisch korrekten Luxus.